# Gregg Barton
Gregg Barton, nato Hal Barker (Oswego, 5 giugno 1912 – Fallbrook, 28 novembre 2000), è stato un attore statunitense.
Recitò dal 1942 al 1965 in oltre 90 film e dal 1952 al 1966 in oltre 50 produzioni televisive.

## Biografia
Gregg Barton nacque a Oswego, New York, il 5 giugno 1912. Partecipò alla seconda guerra mondiale nella battaglia di Iwo Jima, per la quale ottenne, tra l'altro, una stella d'argento. Debuttò al cinema agli inizi degli anni quaranta e in televisione agli inizi degli anni cinquanta. Il grande schermo lo vide interprete in quasi un centinaio di produzioni nelle quali diede vita a diversi personaggi tra cui Huggins in I conquistatori della Sirte (1950), il soldato James W. Tasher in Tamburi lontani (1951), Edwards in Il tesoro del Rio delle Amazzoni (1954), O'Neil in I sette ribelli (1955), Fritz in L'uomo di Laramie (1955), Phil McGinnus in I conquistatori dell'uranio (1956), McKay in Il marchio del bruto (1956) e Tom Jensen in Il ritorno di Joe Dakota (1957).
Per la televisione fu accreditato diverse volte grazie a numerose interpretazioni in decine di serie televisive del genere western come guest star o personaggio minore, anche con ruoli diversi in più di un episodio nella stessa serie. Si possono citare tre episodi di Cowboy G-Men, tre episodi di Il sergente Preston, quattro episodi di Buffalo Bill, Jr., 11 episodi di Annie Oakley nove episodi di Roy Rogers, sette episodi di Il cavaliere solitario, sette episodi di Wild Bill Hickok, sei episodi di 26 Men, cinque episodi di Le leggendarie imprese di Wyatt Earp, quattro episodi di Laramie e sette episodi di Death Valley Days.
Per gli schermi televisivi la sua ultima interpretazione risale all'episodio A Question of Guilt della serie televisiva Cavaliere solitario, trasmesso il 29 gennaio 1966, mentre per il cinema l'ultima interpretazione risale ad un piccolo ruolo non accreditato nel film I morituri (1965). Morì a Fallbrook, in California, il 28 novembre 2000.

## Filmografia

### Cinema
- Un americano a Eton (A Yank at Eton), regia di Norman Taurog (1942)
- I falchi di Rangoon (Flying Tigers), regia di David Miller (1942)
- La morte è discesa a Hiroshima (The Beginning or the End), regia di Norman Taurog (1947)
- West to Glory, regia di Ray Taylor (1947)
- Kilroy Was Here, regia di Phil Karlson (1947)
- Il canto dell'uomo ombra (Song of the Thin Man), regia di Edward Buzzell (1947)
- Big Town After Dark, regia di William C. Thomas (1947)
- Il solitario del Texas (Albuquerque), regia di Ray Enright (1948)
- La lunga attesa (Homecoming), regia di Mervyn LeRoy (1948)
- Schiavo della furia (Raw Deal), regia di Anthony Mann (1948)
- Michael O'Halloran, regia di John Rawlins (1948)
- La quercia dei giganti (Tap Roots), regia di George Marshall (1948)
- I tre moschettieri (The Three Musketeers), regia di George Sidney (1948)
- Giovanna d'Arco (Joan of Arc), regia di Victor Fleming (1948)
- Suprema decisione (Command Decision), regia di Sam Wood (1948)
- I lancieri del deserto (Massacre River), regia di John Rawlins (1949)
- La mano deforme (Scene of the Crime), regia di Roy Rowland (1949)
- Aquile dal mare (Task Force), regia di Delmer Daves (1949)
- Cocaina (Johnny Stool Pigeon), regia di William Castle (1949)
- Il bacio di mezzanotte (That Midnight Kiss), regia di Norman Taurog (1949)
- L'inafferrabile (Fighting Man of the Plains), regia di Edwin L. Marin (1949)
- Non abbandonarmi (Not Wanted), regia di Elmer Clifton e Ida Lupino (1949)
- Braccati dai G-Men (The Threat), regia di Felix E. Feist (1949)
- Bill sei grande! (When Willie Comes Marching Home), regia di John Ford (1950)
- Mule Train, regia di John English (1950)
- La carovana maledetta (The Outriders), regia di Roy Rowland (1950)
- Texas Dynamo, regia di Ray Nazarro (1950)
- Beyond the Purple Hills, regia di John English (1950)
- I conquistatori della Sirte (Tripoli), regia di Will Price (1950)
- The Blazing Sun, regia di John English (1950)
- I ragni della metropoli (Gambling House), regia di Ted Tetzlaff (1950)
- Gene Autry and The Mounties, regia di John English (1951)
- Silver City Bonanza, regia di George Blair (1951)
- La prova del fuoco (The Red Badge of Courage), regia di John Huston (1951)
- Whirlwind, regia di John English (1951)
- L'ultima sfida (Fort Worth), regia di Edwin L. Marin (1951)
- La calata dei mongoli (The Golden Horde), regia di George Sherman (1951)
- Valley of Fire, regia di John English (1951)
- La gang (The Racket), regia di John Cromwell (1951)
- Tamburi lontani (Distant Drums), regia di Raoul Walsh (1951)
- Là dove scende il fiume (Bend of the River), regia di Anthony Mann (1952)
- I figli dei moschettieri (At Sword's Point), regia di Lewis Allen (1952)
- The Gunman, regia di Lewis D. Collins (1952)
- Apache Country, regia di George Archainbaud (1952)
- Il mondo nelle mie braccia (The World in His Arms), regia di Raoul Walsh (1952)
- Dead Man's Trail, regia di Lewis D. Collins (1952)
- Wagon Team, regia di George Archainbaud (1952)
- L'altra bandiera (Operation Secret), regia di Lewis Seiler (1952)
- La regina dei desperados (Montana Belle), regia di Allan Dwan (1952)
- The Maverick, regia di Thomas Carr (1952)
- Winning of the West, regia di George Archainbaud (1953)
- La meticcia di Sacramento (The Man Behind the Gun), regia di Felix E. Feist (1953)
- Il dominatore del Texas (Gunsmoke), regia di Nathan Juran (1953)
- Dollari falsi per un assassino (Rebel City), regia di Thomas Carr (1953)
- Il giustiziere (Law and Order), regia di Nathan Juran (1953)
- Notturno selvaggio (The Moonlighter), regia di Roy Rowland (1953)
- Saginaw Trail, regia di George Archainbaud (1953)
- Captain Scarface, regia di Paul Guilfoyle (1953)
- Last of the Pony Riders, regia di George Archainbaud (1953)
- I senza legge (Tumbleweed), regia di Nathan Juran (1953)
- L'invasore bianco (The Command), regia di David Butler (1954)
- Il tesoro del Rio delle Amazzoni (Jivaro), regia di Edward Ludwig (1954)
- Gunfighters of the Northwest, regia di Spencer Gordon Bennet (1954)
- Un killer per lo sceriffo (The Forty-Niners), regia di Thomas Carr (1954)
- Al di là del fiume (Drums Across the River), regia di Nathan Juran (1954)
- Man with the Steel Whip, regia di Franklin Adreon (1954)
- Terra lontana (The Far Country), regia di Anthony Mann (1954)
- La legge contro Billy Kid (The Law vs. Billy the Kid), regia di William Castle (1954)
- Two Guns and a Badge, regia di Lewis D. Collins (1954)
- Riding with Buffalo Bill, regia di Spencer Gordon Bennet (1954)
- I giustizieri del Kansas (Masterson of Kansas), regia di William Castle (1954)
- Dial Red O, regia di Daniel B. Ullman (1955)
- I sette ribelli (Seven Angry Men), regia di Charles Marquis Warren (1955)
- L'uomo di Laramie (The Man from Laramie), regia di Anthony Mann (1955)
- Bobby Ware Is Missing, regia di Thomas Carr (1955)
- Lo sciopero delle mogli (The Second Greatest Sex), regia di George Marshall (1955)
- Il conquistatore (The Conqueror), regia di Dick Powell (1956)
- I conquistatori dell'uranio (Uranium Boom), regia di William Castle (1956)
- La frustata (Backlash), regia di John Sturges (1956)
- Il marchio del bruto (Raw Edge), regia di John Sherwood (1956)
- Blazing the Overland Trail, regia di Spencer Gordon Bennet (1956)
- Web il coraggioso (Tension at Table Rock), regia di Charles Marquis Warren (1956)
- L'ultimo dei banditi (Last of the Badmen), regia di Paul Landres (1957)
- Il pilota razzo e la bella siberiana (Jet Pilot), regia di Josef von Sternberg (1957)
- Il ritorno di Joe Dakota (Joe Dakota), regia di Richard Bartlett (1957)
- L'uomo della valle (Man from God's Country), regia di Paul Landres (1958)
- I fuorilegge di Tombstone (The Toughest Gun in Tombstone), regia di Earl Bellamy (1958)
- Bambola cinese (China Doll), regia di Frank Borzage (1958)
- Gli uomini della terra selvaggia (The Badlanders), regia di Delmer Daves (1958)
- Domani m'impiccheranno (Good Day for a Hanging), regia di Nathan Juran (1959)
- Gangster, amore e... una Ferrari (Never Steal Anything Small), regia di Charles Lederer (1959)
- L'uomo del Texas (Lone Texan), regia di Paul Landres (1959)
- Duello alla pistola (The Gunfight at Dodge City), regia di Joseph M. Newman (1959)
- Furia del West (The Gun Hawk), regia di Edward Ludwig (1963)
- I morituri (Morituri), regia di Bernhard Wicki (1965)

### Televisione
- Death Valley Days – serie TV, 7 episodi (1953-1966)
- Le avventure di Gene Autry (The Gene Autry Show) – serie TV, 24 episodi (1950-1955)
- Il cavaliere solitario (The Lone Ranger) – serie TV, 7 episodi (1950-1957)
- Le avventure di Rex Rider (The Range Rider) – serie TV, 16 episodi (1951-1953)
- Roy Rogers (The Roy Rogers Show) – serie TV, 9 episodi (1951-1957)
- Wild Bill Hickok (Adventures of Wild Bill Hickok) – serie TV, 7 episodi (1951-1958)
- The Adventures of Kit Carson – serie TV, 8 episodi (1952-1955)
- Sky King – serie TV, 3 episodi (1952-1956)
- The Ford Television Theatre – serie TV, un episodio (1952)
- Cowboy G-Men – serie TV, 3 episodi (1953)
- Adventures of Superman – serie TV, un episodio (1953)
- Hopalong Cassidy – serie TV, un episodio (1953)
- Annie Oakley – serie TV, 11 episodi (1954-1956)
- Stories of the Century – serie TV, un episodio (1954)
- Cisco Kid (The Cisco Kid) – serie TV, 2 episodi (1954)
- Le avventure di Jet Jackson (Captain Midnight) – serie TV, episodi 1x18-2x11 (1955-1956)
- Buffalo Bill, Jr. – serie TV, 4 episodi (1955-1956)
- Le leggendarie imprese di Wyatt Earp (The Life and Legend of Wyatt Earp) – serie TV, 5 episodi (1955-1959)
- Le avventure di Rin Tin Tin (The Adventures of Rin Tin Tin) – serie TV, 2 episodi (1955)
- Il sergente Preston (Sergeant Preston of the Yukon) – serie TV, 3 episodi (1955)
- Jungle Jim – serie TV, un episodio (1955)
- Le avventure di Campione (The Adventures of Champion) – serie TV, episodi 1x09-1x14 (1955)
- Tales of the Texas Rangers – serie TV, 3 episodi (1956-1957)
- Red Ryder – serie TV, un episodio (1956)
- Steve Donovan, Western Marshal – serie TV, episodio 1x22 (1956)
- Frida (My Friend Flicka) – serie TV, episodio 1x30 (1956)
- Chevron Hall of Stars – serie TV, un episodio (1956)
- 26 Men – serie TV, 6 episodi (1957-1959)
- I racconti del West (Zane Grey Theater) – serie TV, un episodio (1957)
- The Millionaire – serie TV, un episodio (1957)
- Tales of Wells Fargo – serie TV, un episodio (1957)
- General Electric Theater – serie TV, 2 episodi (1957)
- Suspicion – serie TV, un episodio (1957)
- The Restless Gun – serie TV, episodi 1x24-2x18 (1958-1959)
- The Texan – serie TV, 3 episodi (1958-1960)
- The Adventures of Jim Bowie – serie TV, un episodio (1958)
- Harbor Command – serie TV, episodio 1x17 (1958)
- Casey Jones – serie TV, un episodio (1958)
- Colt.45 – serie TV, un episodio (1958)
- Furia (Fury) – serie TV, un episodio (1958)
- Jefferson Drum – serie TV, un episodio (1958)
- Papà ha ragione (Father Knows Best) – serie TV, un episodio (1958)
- Rescue 8 – serie TV, episodio 1x14 (1958)
- Disneyland – serie TV, 2 episodi (1959-1961)
- Gli uomini della prateria (Rawhide) – serie TV, episodio 2x02 (1959)
- Markham – serie TV, un episodio (1959)
- The Deputy – serie TV, un episodio (1959)
- Bronco – serie TV, un episodio (1959)
- Gli intoccabili (The Untouchables) – serie TV, un episodio (1959)
- Bonanza – serie TV, episodio 1x20 (1960)
- Maverick – serie TV, episodio 4x02 (1960)
- Laramie – serie TV, 4 episodi (1961-1963)
- Carovana (Stagecoach West) – serie TV, episodio 1x23 (1961)
- Hawaiian Eye – serie TV, un episodio (1961)
- Carovane verso il west (Wagon Train) – serie TV, un episodio (1962)
- Lassie – serie TV, un episodio (1964)
- The Long, Hot Summer – serie TV, un episodio (1965)
- Cavaliere solitario (The Loner) – serie TV, un episodio (1966)

## Doppiatori italiani
- Bruno Persa in L'uomo della valle